# Agra (virksomhed)
Agra AS er et norsk, mærkevarebaseret fødevarerkoncern med selskaber i Norge, Sverige og Danmark, samt fabrik i Polen. Sammenlagt har koncernen 11 fabrikker fordelt i de fire lande. Hovedkontoret ligger på Sofienberg i Oslo.
I 2016 havde Agra en omsætning på 3,554 mia. NOK, hvoraf 42,5 % var uden for Norges grænser.

## Selskabsstruktur
Agra-koncernen har følgende datterselskaber:
- Mills AS, som forvalter mærkevarerne Mills, Delikat, Soft Flora, Vita hjertego', Melange og Olivero.
- FoodMark Nordic, som ejer selskaberne
  - FoodMark AB, som forvalter mærkevarerne Rydbergs, Fjällbrynt, Lohmanders og DelikatesseFabriken.
  - Stryhns AS, som forvalter mærkevarerne Stryhns Leverpostej, Langelænder Pølser, Royal Leverpostej, Slagtermester Andersen og Jensens Køkken.

## Ejerforhold
Agra AS ejer 100 % af Agra Foods AS. Agra AS og Agra Foods AS ejer hhv. 43,1 % og 56,9 % af Mills AS og A/S Forma. A/S Forma 100 % af FoodMark Nordic AS, som igen ejer 100 % af Foodmark AB og Stryhns AS.